# Йохан I (Анхалт)
Йохан I (на немски: Johann I, † 5 юни 1291), от род Аскани е княз на Анхалт-Бернбург от 1287 до 1291 г.
Той е първият син на княз Бернхард I от Анхалт-Бернбург (1218–1287) и принцеса Софи (1240–1284), дъщеря на Абел (1250–1252), крал на Дания (1250–1252).
След смъртта на баща му през 1287 г. той управлява княжеството Анхалт-Бернбург заедно с по-малкия му брат Бернхард II (1260–1323).
След три години Йохан I умира неженен през 1291 г. и Бернхард става единствен владетел на Бернбург.